# Folk-rock

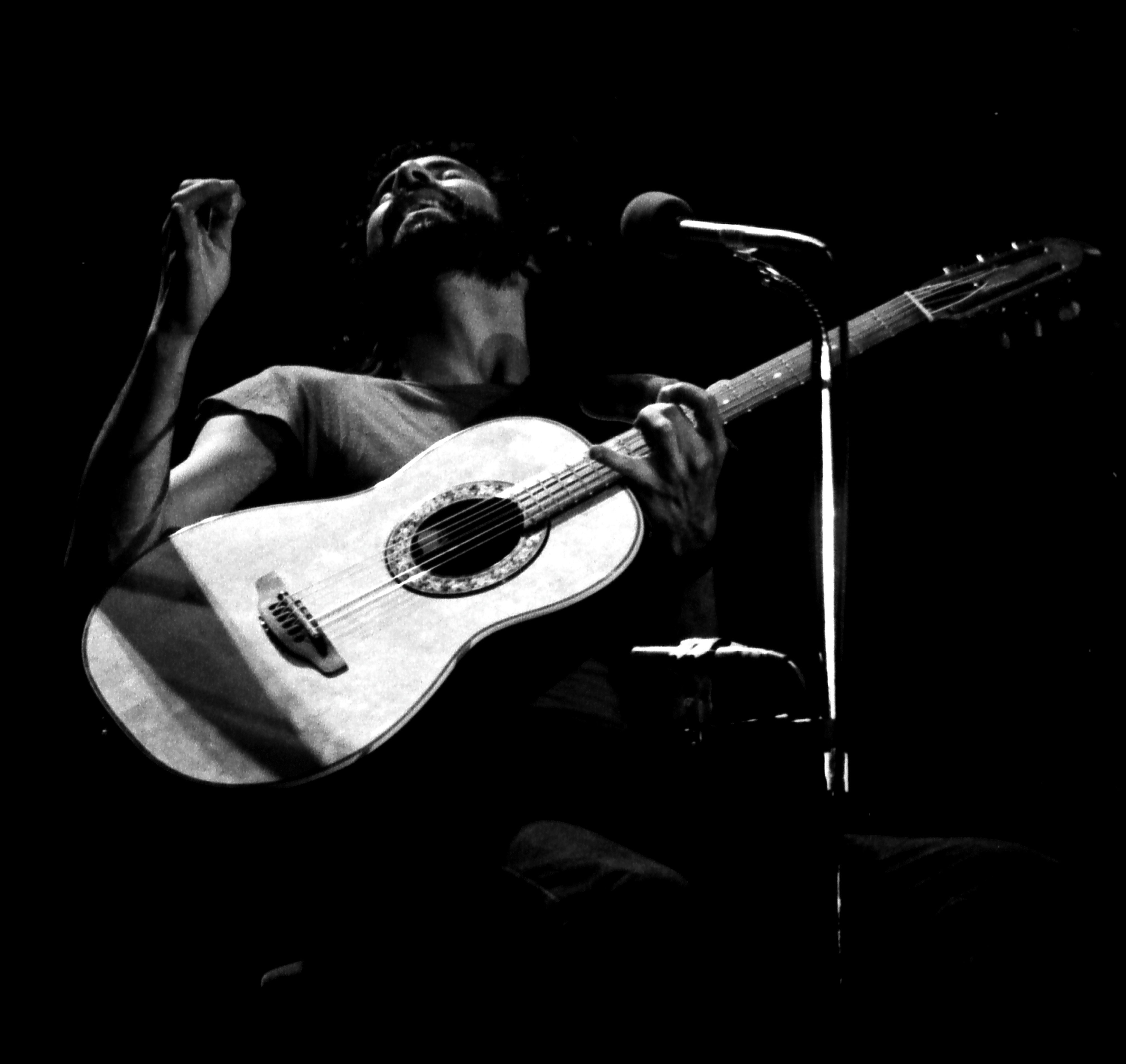
El music de folk-rock Yusuf Islam (Cat Stevens) actuant el 1976.

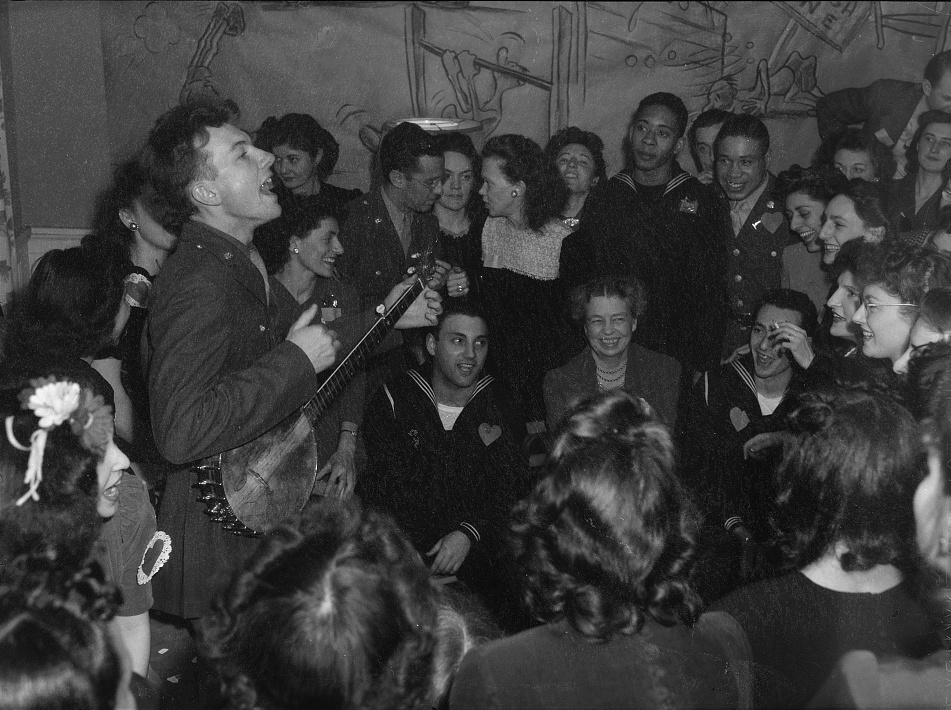
Pete Seeger.

El folk-rock és un gènere musical que combina elements del folk i el rock. En el seu sentit primerenc i estricte, aquest terme feia menció al que va sorgir als Estats Units i el Regne Unit cap a la meitat de la dècada de 1960. Els pioners d'aquest gènere van ser el conjunt The Byrds de Los Angeles, que tocaven música tradicional i música folk i el material extret de Bob Dylan amb instrumentació del rock en un estil molt influenciat per The Beatles i altres bandes britàniques. El terme folk-rock va ser encunyat per la premsa musical dels Estats Units el juny de 1963 per tal de descriure la música que feien The Byrds. La versió dels The Byrds de «Mr. Tambourine Man» de Dylan va iniciar l'explosió de la música folk-rock de la dècada de 1960.
En sentit amoli el folk-rock inclou altres gèneres musicals com els de la música celta i filipino people i en menor mesura en altres llocs a Europa. El terme no s'aplica, però, a la música arrelada en el blues i altres afroramericanes.
Als Estats Units el folk-rock sorgeix principalment per la confluència de tres elements: els grups vocals urbans del folk revival nord-americà; la cançó de protesta folk dels cantautors i el revival del rock and roll americà després de la invasió dels grups britànics. D'aquests eren cantants folks de protesta Woody Guthrie i Pete Seeger, junt amb altres d'ideologia d'esquerres de la dècada de 1930.

## Artistes de folk-rock
- Neil Young
- The Band
- Buffalo Springfield
- The Byrds
- Cat Stevens
- Crosby, Stills, Nash & Young
- Sandy Denny
- Donovan
- Bob Dylan
- Roy Harper
- Richie Havens
- Fairport Convention
- Five hand reel
- Jerry Garcia
- The Grateful Dead
- The Mamas and The Papas
- Buffy St. Mary
- Neutral Milk Hotel
- The Lumineers